# Aliança dos Liberais e Democratas pela Europa na Assembleia Parlamentar do Conselho da Europa

Logo da ALDE-PACE, também usado pelo Partido da Aliança dos Liberais e Democratas pela Europa.

A Aliança dos Liberais e Democratas pela Europa na Assembleia Parlamentar do Conselho da Europa (em inglês: The Alliance of Liberals and Democrats for Europe in the Parliamentary Assembly of the Council of Europe, ALDE-PACE) é um grupo político liberal na Assembleia Parlamentar do Conselho da Europa.
A ALDE-PACE alega que seus valores fundamentais do Conselho da Europa são a promoção da democracia, dos direitos humanos e do Estado de direito por meio de ações políticas reforçadas dentro e fora da Assembleia Parlamentar do Conselho da Europa. A ALDE adotou uma nova declaração de missão em 22 de janeiro de 2018, delineando os valores e objetivos do grupo. Os membros da ALDE concretizam esses objetivos participando ativamente das sessões da Assembleia Parlamentar, trabalhando em suas comissões, elaborando relatórios, iniciando debates e garantindo o acompanhamento desse trabalho em seus países de origem. Fora da Assembleia, os membros do grupo estão comprometidos em promover os princípios do Conselho da Europa e em apoiar os valores liberais e democráticos em toda a Europa.
Somente após a celebração do 25.º aniversário do Conselho da Europa, em 1964, o Regulamento Interno da Assembleia Consultiva (cujo nome só foi alterado para Assembleia Parlamentar em 1974) mencionou discretamente a possibilidade de seus membros formarem grupos políticos. A história do grupo liberal na APCE remonta ao início da década de 1970 (documentada pela primeira vez em 1974). Na época, chamava-se Grupo Liberal e era composto por 30 membros, liderados por Frederik Portheine (Países Baixos).
Em meados da década de 1980, o grupo mudou seu nome para "Grupo dos Liberais, Democratas e Reformistas", a fim de tornar seus ideais políticos universal e inequivocamente reconhecíveis. O nome "Aliança dos Liberais e Democratas pela Europa" (ALDE) foi adotado em 20 de junho de 2005 com o objetivo de reforçar a cooperação com outros organismos liberais europeus, em particular o extinto Grupo da Aliança dos Liberais e Democratas pela Europa do Parlamento Europeu.

## Organizações parceiras
- Partido da Aliança dos Liberais e Democratas pela Europa
- Renovar a Europa
- Federação Internacional da Juventude Liberal
- Internacional Liberal